# Тампере ПВ
Тамперен Пало-Вейкот или ТПВ е финландски футболен клуб от град Тампере. Клубът се състезава в Каконен - третото ниво на финландския футбол. Основан е през 1930 г. като работнически спортен клуб. В миналото е имало отбори по бокс, хокей на лед и хокей с топка, но сега ТПВ е изцяло футболен клуб.
Най-успешната година на ТПВ е 1994, когато отборът става шампион на Финландия. В следващия сезон обаче той изпада във втора дивизия.

## Усехи
- Шампион на Финландия (1):
  - 1994

## Български футболисти
- Васил Банов: 1999 - (2 мача - 0 гола)
- Сергей Димитров: 1999 - (1 мача - 0 гола)